# Slaget vid Kurikara
Slaget vid Kurikara, 1183, som också är känt som slaget vid Tonamiyama (砺波山), var ett avgörande slag i det gamla Japans Genpei-krig. Det var här stridslyckan vände till Minamoto-klanens fördel.

## Slaget
Under våren 1183 satte sig Taira-klanens armé i rörelse mot Minamoto-klanens fäste. Taira-klanens ledare Taira no Kiyomori var ute efter hämnd, för tidigare plundringståg som Minamoto-klanen utfört.  Minamoto no Yoshinaka hade förberett sig genom att mäkla fred med sin kusin Minamoto no Yoritomo och kunde därför ställa upp en mycket större armé än tidigare.
När Taira no Koremori (sonson till Taira-klanens ledare) nådde bergspassen som förbinder västra Honshū med östra delen, delade Koremori sin armé i två styrkor. Den ena tog vägen upp genom Kurikara-passet till Tonamiyama, den andra avancerade norrut mot Etchu-provinsen genom Noto-provinsen.
När Yoshinaka fick rapport om fiendestyrkorna som avancerade upp genom passet, såg han till att ställa upp ett stort antal vita flaggor (vitt var Minamoto-klanens färg) på berget några kilometer från fienderna. På det sättet lyckades han lura motståndarna att tro att hans styrka var betydligt större än den var. Det var frågan om en fördröjningsmanöver för att behålla Taira-styrkan i passet tills natten föll. 

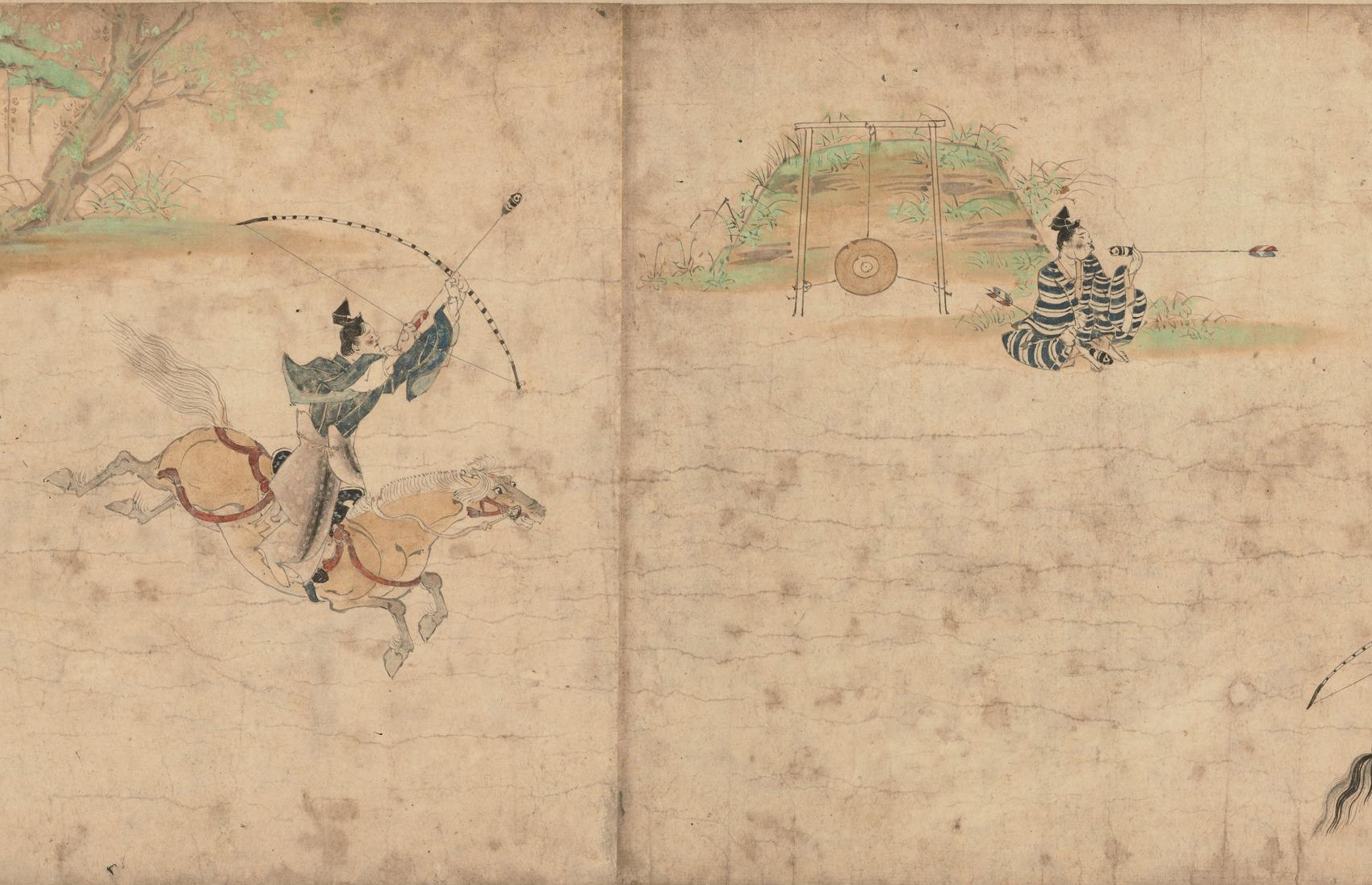
Samuraj som avlossnar en kabura-ya (en visslande japansk “signalpil”) mot ett mål.

Sin egen styrka delade Yoshinaka i tre. En grupp sändes att anfalla fienderna bakifrån, en andra grupp hölls kvar nedanför bergspasset för att kunna ligga i bakhåll. Den tredje gruppen stod kvar och spärrade vägen. För att dölja dessa trupprörelser försökte Yoshinaka distrahera motståndarna genom att beskjuta dem med signalpilar (se bilden). Beskjutningen följdes av dueller mellan enskilda soldater, något som Taira-klanens soldater gärna gick med på, med förhoppningen att få ett omnämnande i de krönikor som skulle skrivas i samband med kriget. 

## Striden
Under tiden gick Yoshinakas styrkor i ställning och när solen gick ner gick de till anfall. Den tredje, centralt placerade styrkan skickade en hjord av oxar nerför passet, rakt mot fienden, med tända facklor på hornen. Många Taira-soldater attackerade oxarna i nattmörkret, innan de förstod vad det var frågan om. Vissa blev nedtrampade, andra knuffades över klipporna mot en säker död. Många försökte dra sig tillbaka bara för att bli dödade av styrkan som låg i bakhåll.
Den återstående styrkan var förvirrad, demoraliserad och hade lidit stora förluster – och flydde. En stor seger för Minamoto, som i förlängningen tvingade Taira-klanen att överge Kyoto. Några få månader efter slaget vid Kurikara, retirerade Taira till Shikoku.